# Tervaletto
Tervaletto is een Zweeds eiland behorend tot de Haparanda-archipel. Het eiland ligt circa 19 kilometer ten zuiden van de plaats Haparanda. Het eiland heeft geen oeververbinding en is onbebouwd. Tervaletto maakt deel uit van Natura 2000, met hier een gebied van 42,4 hectare (eiland en omliggende wateren). De Primula nutans groeit hier volop (11.000 stuks).